# Radisson Hotel Group
Radisson Hotel Group è la holding del gruppo Radisson: si tratta di una multinazionale a capitale misto privato e pubblico di proprietà del governo cinese.
I marchi della catena sono: Radisson Collection, Radisson Hotels, Radisson Blu, Radisson Red, Country Inns & Suites, Park Inns e Park Plaza Hotels & Resorts.